# Crimson Sea
Crimson Sea (紅の海, Kurenai no Umi) est un jeu vidéo de tir à la troisième personne développé et édité par Koei, sorti en 2002 exclusivement sur Xbox.
Il a pour suite Crimson Sea 2, sorti exclusivement sur PlayStation 2.

## Accueil
- Electronic Gaming Monthly : 7,17/10[1]
- Eurogamer : 7/10[2]
- Famitsu : 33/40[3]
- Game Informer : 7,75/10[4]
- GamePro : 3,5/5[5]
- GameSpot : 7,5/10[6]
- GameSpy : 4/5[7]
- GameZone : 8,8/10[8]
- IGN : 8,1/10[9]
- Jeux Vidéo Magazine : 14/20[10]